# Alevín

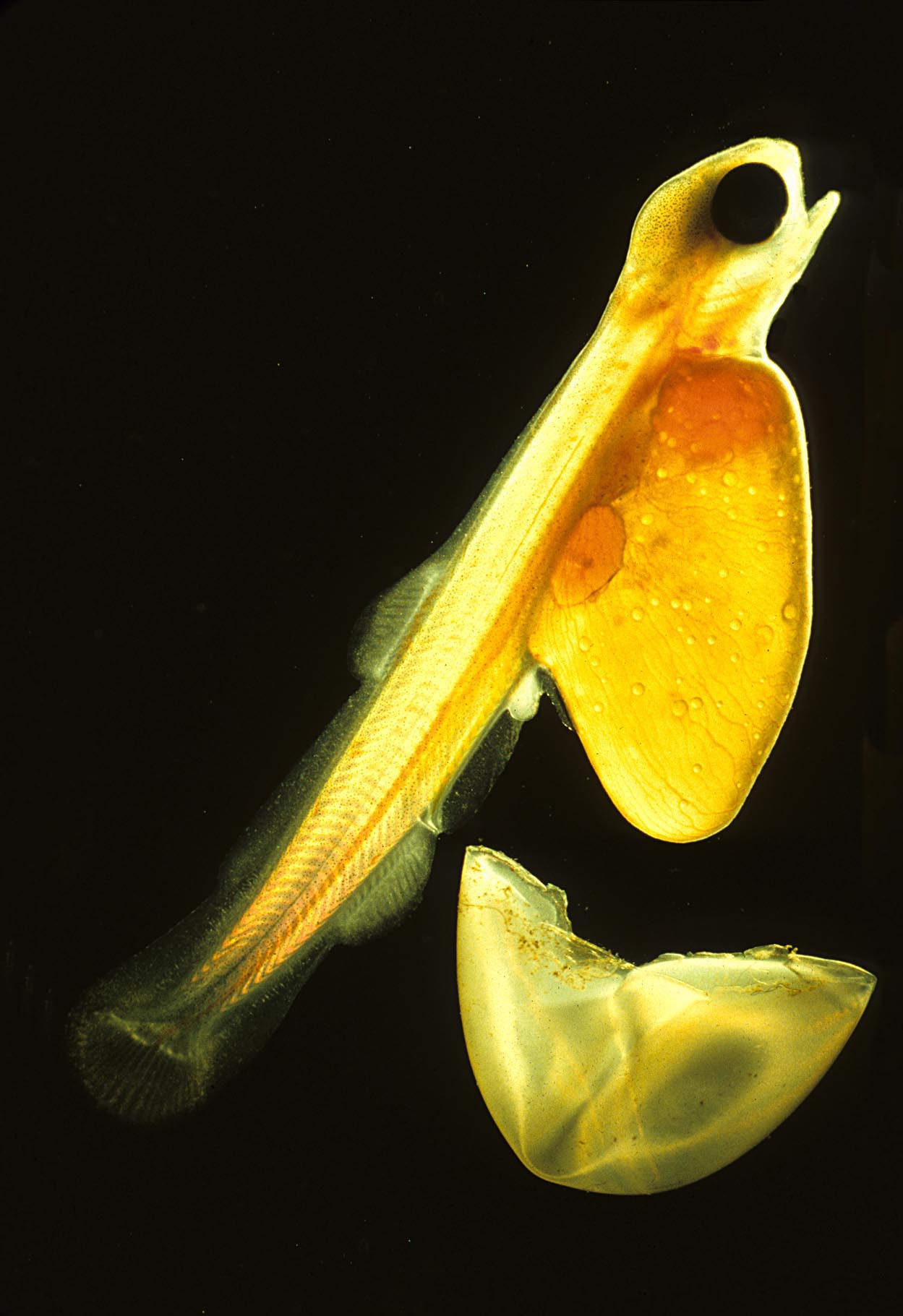
Alevín de salmón con su saco vitelino.

La palabra alevín (del francés alevin) es utilizada comúnmente en actividades como la piscicultura y la acuicultura, o en ciencias como la ictiología, para designar a las crías recién nacidas de peces. Más precisamente, este término hace alusión al momento en el cual las crías rompen el huevo y comienzan a alimentarse.
En Colombia, Argentina, Perú y otros países sudamericanos, se suele preferir el sinónimo alevino, dada la proximidad y estrecha relación comercial de este país con Brasil y la consecuente transferencia desde el portugués, idioma en el cual este término francés adquirió la vocal final "o", para ajustarse a los estándares fonéticos de los lusoparlantes.
El término alevín  también se aplica, por extensión, a una categoría deportiva infantil.
- Datos: Q2832888
- Multimedia: Juvenile fish / Q2832888